# Lapeirousia

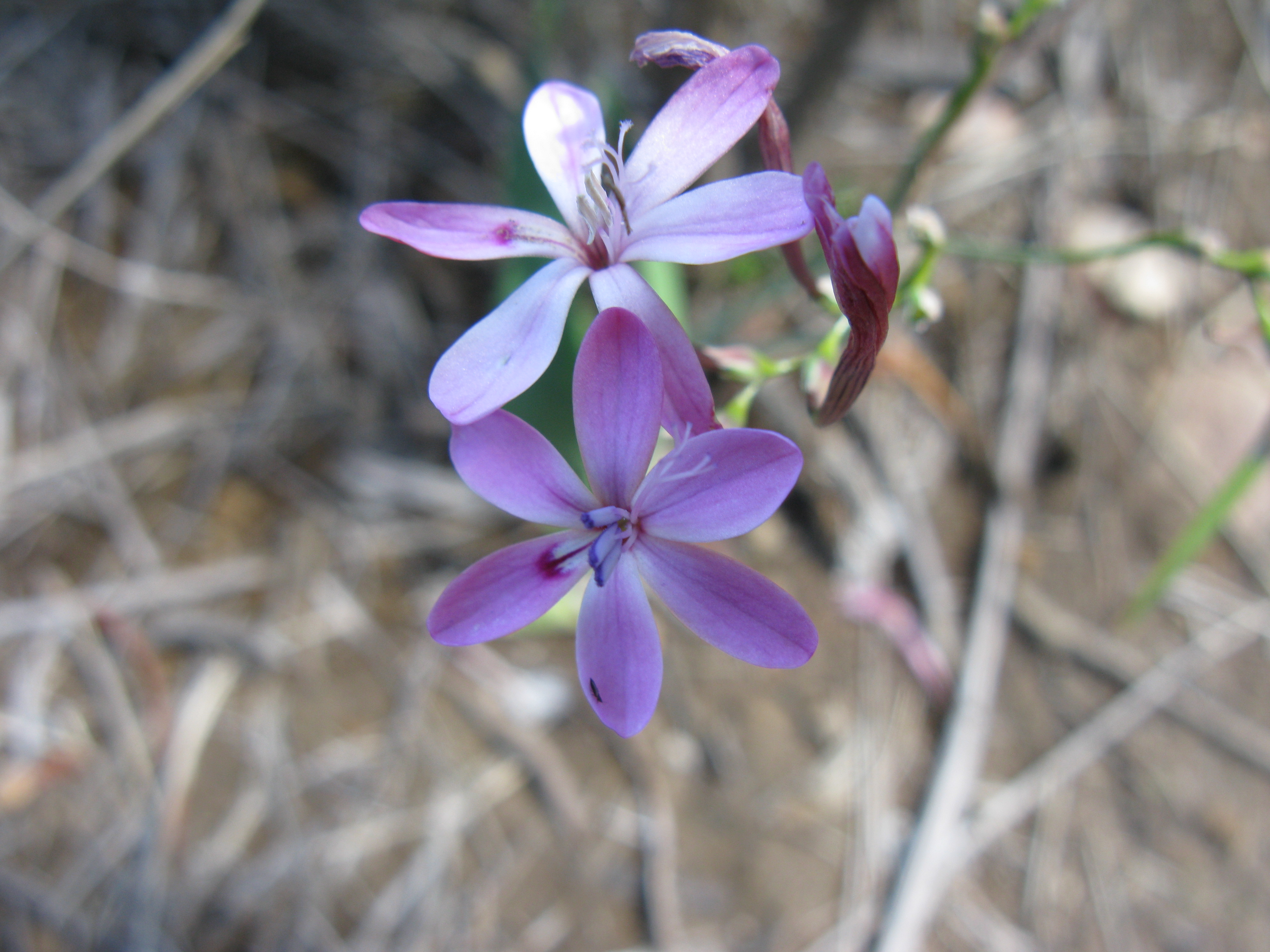
Una espècie de Lapeirousa no identificada. La forma comuna de les flors d'aquest gènere té un curiós eix de simetria no perpendicular i una guia floral única

Lapeirousia és un gènere de plantes amb flors dins la família Iridaceae. És endèmic de l'Àfrica subsahariana. Aproximadament un terç de les espècies d'aques gènere es presenten al tipus de vegetació del fynbos.

## Etimologia
El nom del gènere Lapeirousia, que va ser descrit per Pierre André Pourret a Mém. Acad. Sci. Toulouse 3 : 79 (1788); Bak. In FC. 6 : 88 (1896) in part; Goldblatt in Contrib. Bol. Herb. 4 : 1 (1972); Sölch & Roessl. in FSWA. 155 : 6 (1969). Chasmatocallis Foster in Contrib. Gray Herb. 127 : 40 (1939). el va donar en honor del seu amic el botànic Philippe-Isidore Picot de Lapeyrouse. De vegades s'ha escrit el nom del gènere amb altres variants com "Lapeyrousia".

## Descripció
Lapeirousia  són plantes que tenen un corm, normalment petit i les seves fulles són caducifòlies. Les fulles són basals, sovint solitàries. La inflorescència és una espiga. El tub floral pot ser curt o molt llarg, prim o cilíndric adaptat a la pol·linització per part de dípters de llengua molt llarga o bé tenir la forma d'embut. El fruit és una càpsula membranosa que conté moltes llavors petites.

## Rellevància
Aquestes plantes tenen un interès considerable des del punt de vista biològic i evolutiu per la seva adaptació a pol·linitzadors particulars com els dípters de la família Tabanidae, Acroceridae, Bombyliidae i més espectacularment a la dels Nemestrinidae.
Els corms de diverses espècies del gènere es collien com un aliment important en les societats de caçadors-recol·lectors (per exemple en els Khoisans).

## Taxonomia
- Lapeirousia abyssinica Baker
- Lapeirousia aculeata Sweet
- Lapeirousia anceps Ker Gawl.
- Lapeirousia angolensis (Baker) R.C.Foster